# Torsten Chmielewski
Torsten Chmielewski (* 21. Januar 1968 in Oberhausen) ist ein ehemaliger deutscher Fußballspieler.

## Karriere

### Vereinskarriere
Chmielewski spielte in der Jugend zusammen mit seinem Zwillingsbruder Stefan für den VfB Speldorf, Rot-Weiß Oberhausen und den MSV Duisburg, von dem die Brüder 1983 gemeinsam zu Bayer 05 Uerdingen wechselten. Am 29. November 1986 gab er am 16. Spieltag der Saison 1986/87 beim 4:1-Auswärtssieg Uerdingens gegen Bayer 04 Leverkusen sein Debüt in der Bundesliga. Nach fünf Jahren als Bundesligaspieler stieg Torsten Chmielewski am Ende der Saison 1990/91 mit Bayer 05 Uerdingen ab. In der folgenden Saison stieg er mit Uerdingen als Meister der Gruppe Nord der 2. Bundesliga direkt wieder auf. Zur Saison 1993/94 wechselte Chmielewski zu Arminia Bielefeld. Nach dieser Spielzeit schloss er sich dem SV Darmstadt 98 an. 1997 spielte Torsten Chmielewski für ein paar Monate für den VfR Mannheim, ehe er im Oktober desselben Jahres zum FC St. Pauli wechselte. Zwei Jahre später ging er zum SSV Reutlingen 05, mit dem er in seiner ersten Saison Meister in der Regionalliga Süd wurde und somit den Aufstieg in die 2. Bundesliga erreichte. 2002 wechselte er zur TSG Balingen, bei der er ein Jahr später seine Spielerkarriere beendete.

### Trainerkarriere
Nach seiner Spielerkarriere wurde Chmielewski Trainer des VfL Pfullingen. 2005 übernahm er diese Aufgabe beim VfB Bodelshausen. Vier Jahre später beendete er seine Trainertätigkeit, um sich auf seine Aufgabe als Talentscout zu konzentrieren.

### Nationalmannschaft
„Toto“ wurde ab der U-15-Nationalmannschaft regelmäßig vom DFB in die Jugendnationalmannschaft berufen. In der U-18-Auswahl hat er dreimal zusammen mit seinem Bruder Stefan gespielt.
Am 28. Februar 1990 absolvierte Torsten Chmielewski sein einziges Spiel für die deutsche U-21-Nationalmannschaft als er beim 1:0-Auswärtssieg Deutschlands gegen Frankreich zur Halbzeit für Thomas Strunz eingewechselt wurde.